# 1764 au théâtre
| Années du théâtre : 1761 - 1762 - 1763 - 1764 - 1765 - 1766 - 1767    |
| Décennies du théâtre : 1730 - 1740 - 1750 - 1760 - 1770 - 1780 - 1790 |

## Événements
- Installation de la Foire annuelle Saint-Ovide à Paris, place Louis XIV, avec des spectacles, du 15 août au septembre.

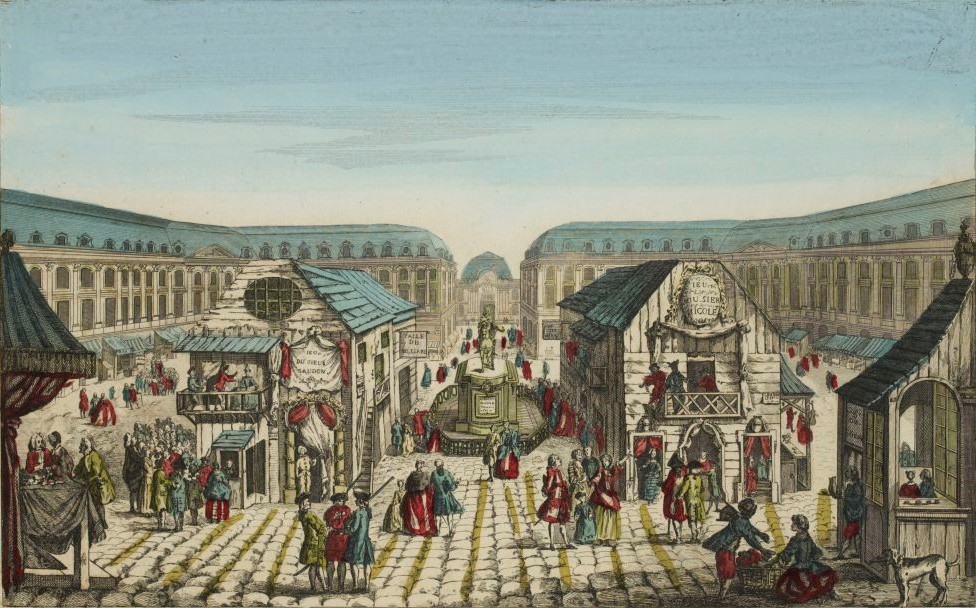
Jacques-Gabriel Huquier, Foire de la Saint-Ovide, estampe, vers 1770.

## Pièces de théâtre représentées
- 8 mars : Le Père de famille, drame de Denis Diderot, Stockholm, Salle du jeu de paume, par la Troupe Dulondel[1].
- 7 septembre : Le Cercle, ou la Soirée à la mode de Poinsinet, parodie du Cercle de Palissot, Paris, Comédie-Française.
- 25 décembre : La Partie de chasse de Henri IV, comédie patriotique de Charles Collé, Théâtre du duc d'Orléans à Bagnolet.

## Naissances
- 21 mars : Jeanne Olivier, actrice française, sociétaire de la Comédie-Française, morte le 21 septembre 1787.
- 28 avril : Jean-Charles-Julien Luce de Lancival, poète et dramaturge français, mort le 17 août 1810.